# Banjar Negara (Baradatu)
Banjar Negara is een bestuurslaag in het regentschap Way Kanan van de provincie Lampung, Indonesië. Banjar Negara telt 1558 inwoners (volkstelling 2010).